# 信长之野望·战国群雄传
《信长之野望·战国群雄传》是由光荣公司制作和发行的历史类战略游戏，為信长之野望系列的第三部本傳。遊戲最初于1988年12月在家用电脑PC-88SR平台发行日文版，后移植至多个平台，包括FC游戏机、PlayStation和世嘉土星等，也是系列中首度推出華語版本的作品。
本作引入了武將的概念，游戏中约有400多名日本真实的武將。此外在本作中，东北地区和九州被移除。